# سباستین اسرائیل
سباستین اسرائیل (عبری: סבסטיאן ישראל‎؛ زادهٔ ۲۱ دسامبر ۱۹۷۷) بازیکن فوتبال اهل فرانسه است.